# Haasttse-baad Tessera
Haasttse-baad Tessera is een tessera op Venus. Haasttse-baad Tessera werd in 1997 genoemd naar de Hastsebaad, een Navajo-godin van goede gezondheid.
De tessera heeft een diameter van 2600 kilometer en bevindt zich in de quadrangles Niobe Planitia (V-23) en Greenaway (V-24). Het terrein ligt net boven Aphrodite Terra en in de nabijheid bevinden zich twee inslagkraters, Němcová en Tinyl.